# Blindprägung

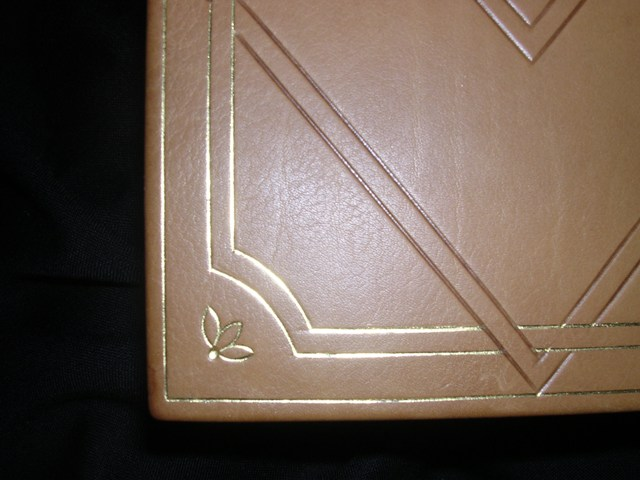
Blindprägung und Handvergoldung nebeneinander auf einem Kalbsledereinband

Blindprägung, Blindpressung oder auch Blinddruck nennt man in der Buchherstellung das Einprägen von Mustern, Motiven oder Schrift auf Leder- und Pergamenteinbände ohne Farbe oder Gold. Blindpressung bezeichnet dabei die Prägung mit großen Stempeln oder Platten unter Einsatz maschineller Hilfsmittel, Blinddruck die rein handwerkliche Arbeit.

## Geschichte
Der Blinddruck ist die älteste Technik der Einbandverzierung. Schon aus der Spätantike sind blindbedruckte koptische Einbände bekannt. Der Kodex II von Nag Hammadi zählt dabei zu den frühesten bekannten Exemplaren. In Europa trat der Blinddruck erstmals um 700 n. Chr. auf und blieb die bestimmende Art des Einbandschmuckes bis in die Renaissance. Im 19. Jahrhundert wurde die Technik noch einmal wiederbelebt. Heute wird der Blinddruck in der Regel nur noch für Liebhaber in Einzelfertigung hergestellt.

## Herstellung
Für den Blinddruck erhitzt der Buchbinder seine Werkzeuge auf 80 bis 90 °C. Entscheidend ist dabei die genaue Überprüfung der Temperatur, da zu große Hitze das Leder verbrennen oder sogar durchschneiden würde. Anschließend wird mit gleichbleibendem Druck das Werkzeug in das angefeuchtete Leder geprägt. Durch das Zusammenwirken von Temperatur und Feuchte entsteht bei weichem Leder (Kalb- oder Rindsleder) eine dunklere Färbung der geprägten Stellen. Bei Schweinsleder gibt es keine Verfärbung. Die Gleichmäßigkeit des Abdrucks und die Konturschärfe hängen dabei sowohl vom ausgeübten Druck als auch von der Temperatur der Werkzeuge und der Feuchtigkeit des Leders ab.
Für die Blindprägungen am besten geeignet sind pflanzlich gegerbte Leder mit offener Oberfläche. Sie dürfen zwar gefärbt, nicht jedoch mit Deckfarben beschichtet sein. Für den Einsatz in der Presse sind die sogenannten gedeckten Leder zwar geeignet, die charakteristische Färbung bleibt aber aus.
Heutzutage wird die Blindprägung nicht mehr nur als Tiefprägung in der Buchherstellung, sondern auch für die Broschürenfertigung im Marketing gefertigt. Dazu gehören beispielsweise Image-, Vermarktungs- und Produktbroschüren. Zusätzlich wird die Blindprägung auch für Visitenkarten, Einladungskarten, Weihnachtskarten, Hangtags und viele andere Printprodukte verwendet. Eine Blindprägung ist eine Prägung ohne Farbe, die darüber hinaus außerordentlich facettenreich ist. Die Motive lassen sich als Hochprägung, Tiefprägung oder in mehreren Stufen prägen.
Bei einer Blindprägung muss man beachten, dass voluminöse Prägeformen haptische und optische Vorteile gegenüber einer feinen Prägeform haben. Außerdem ist die Blindprägung in der Regel in der negativen Form auf der anderen Papierseite sichtbar. Wenn das nicht gewünscht ist, kann man auf Papiersorten mit hohen Grammaturen oder gedoppelten Printprodukten ausweichen. Grundsätzlich sind die Verformungen und die Wirkungen der Blindprägungen intensiver, wenn die Grammaturen und das Volumen der Baumwoll- und Naturpapiersorten hoch sind.
Der visuelle und taktile Eindruck einer Blindprägung wirkt in der Regel subtil und harmonisch. Aus dem Grund, weil Elemente von einem Design ohne weitere Farb- und Glanzeffekte hervorgehoben werden.

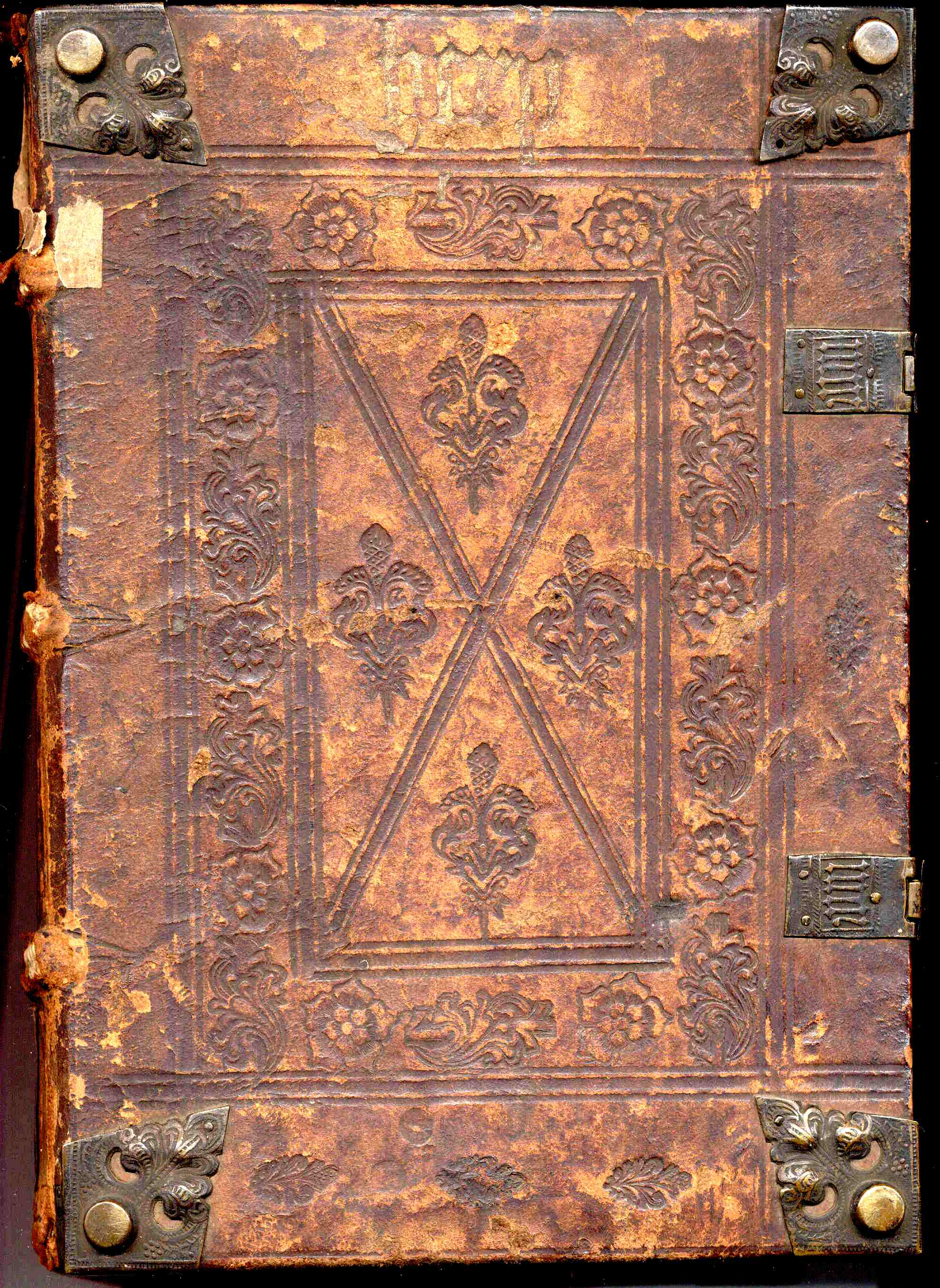
Bucheinband des 15. Jahrhunderts mit Blindprägung durch Stempel und Streicheisen
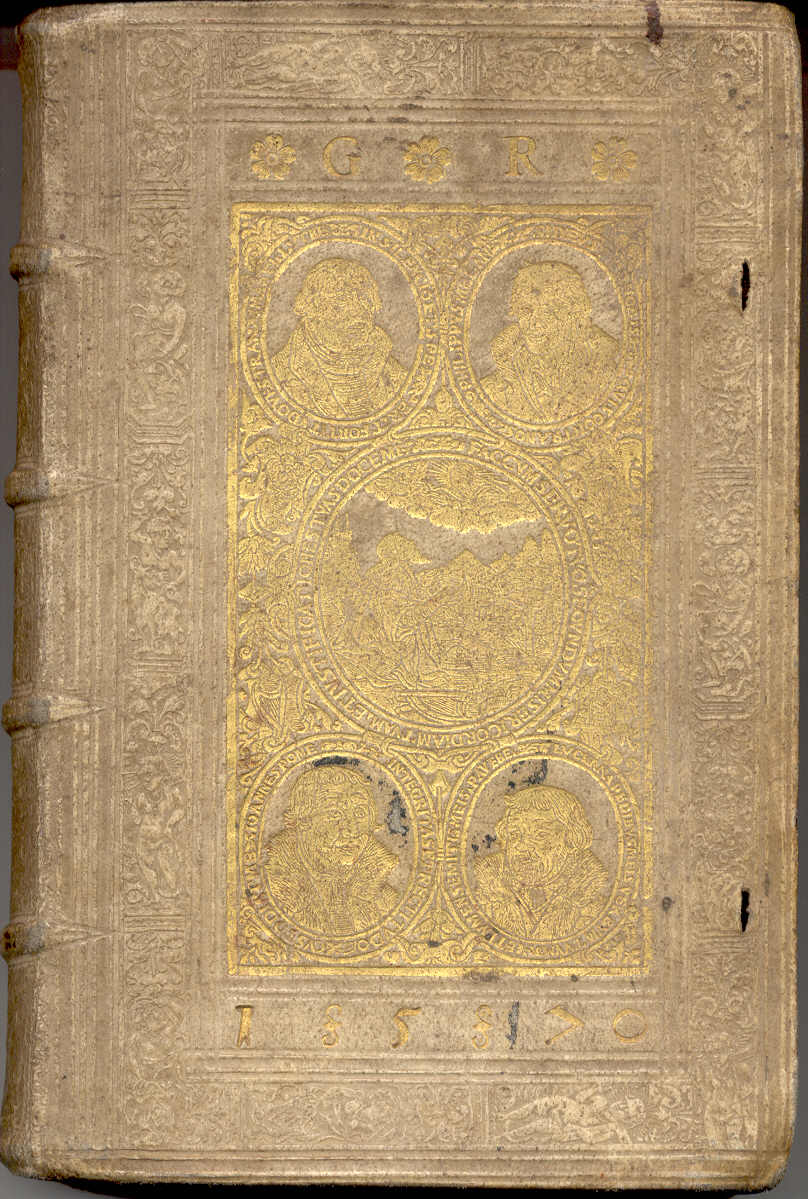
Bucheinband des 16. Jahrhunderts mit Blindprägung durch Platte und Rolle, zusätzlich vergoldet
Bucheinband der Renaissance mit Blindprägung und Goldpressung

## Werkzeuge

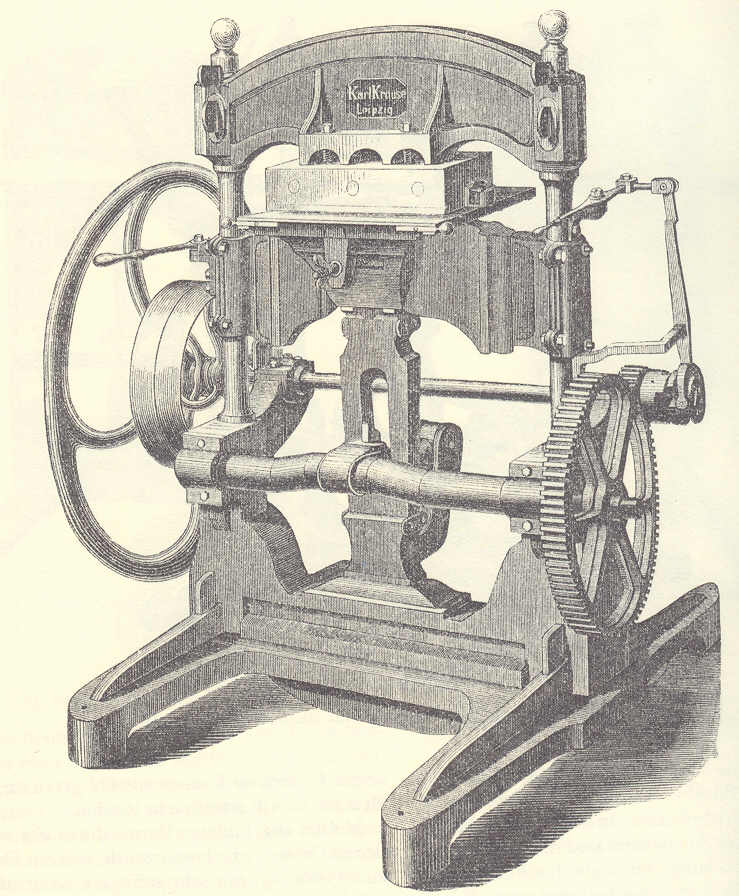
Kniehebelpresse zum Einsatz bei Blindpressung und Pressvergoldung aus der Fabrik von Karl Krause

Im Mittelalter geschah der Blinddruck noch einzig mithilfe von Stempeln und des Streicheisens, dem ältesten Werkzeug des Buchbinders, das für Linien gebraucht wurde. Damit wurde der Buchdeckel für die weitere Gestaltung eingeteilt. Die Motive der Stempel variierten von geometrisch und ornamental bis hin zu menschlichen, tierischen und pflanzlichen Formen. Auch Namen (z. B. von Heiligen) auf Schriftbändern und sogar heraldische Darstellungen zählten zum Repertoire.
Zu diesen einfachen Werkzeugen entwickelten sich im Laufe der Zeit weitere:
- Die Platte, die zu groß und zu schwer war, um sie mit der Hand zu prägen und die deshalb eine Presse benötigte, fand ihren Ursprung in den Niederlanden des 13. Jahrhunderts. Bis zum 15. Jahrhundert kam sie zunächst nach England und Frankreich, verbreitete sich dann aber rasch auch im restlichen Europa. In Deutschland spielte die Blindpressung mit Platten besonders in der Renaissance eine große Rolle. Es war sowohl möglich mit einer großen Platte die gesamte Deckelfläche zu bedecken als auch mehrere kleine neben- und untereinander anzuordnen.
- Die Rolle, ein mit einem Muster versehener Zylinder, der dieses in beliebiger Länge abdrucken konnte. Regelmäßige Musterfolgen mussten so nicht mehr mühselig einzeln gestempelt werden, sondern konnten in einen Durchgang abgerollt werden. Ein Problem ergab sich dabei jeweils beim Zusammentreffen der Muster in den Ecken. Gewöhnlich wurden sie einfach überrollt. Nur einige innovative Buchbinder (z. B. Georg Freyberger, Mainz und Würzburg) fanden Abhilfe durch Einführung eines „Eckornaments“, wie etwa „X“.
- Die Filete, ein langer, gewölbter Stempel, der hauptsächlich für die Verzierung unebener Stellen, wie Rücken und Kanten, eingesetzt wurde.
- Die Linien- bzw. Bogensätze, Serien von Stempeln zur Erzeugung gerader oder gebogener Linien verschiedener Länge.[7]

Sowohl Stempel als auch Platten können positiv oder negativ geschnitten werden. Gängiger ist aber das negative Stechen, so dass Konturen und Hintergrund niedergedrückt werden und das Motiv erhaben erscheint. Eine detailreichere Darstellung erreicht man durch Reliefstempel, die dem Druck eine dreidimensionale Anmutung geben.